# サン＝カスの戦い
サン＝カスの戦い（サン＝カスのたたかい、英語: Battle of Saint Cast）は七年戦争中の1758年9月11日に、フランス海岸でイギリスの遠征軍がフランス軍に敗北した戦闘。
七年戦争が勃発すると、イギリス軍はフランス領に対し水陸両用作戦をいくつも実行した。1758年、イギリスはフランスの北海岸で数度の襲撃を実行したが、これはフランス船の拿捕と破壊、フランス陸軍をドイツから引き離す、私掠船の鎮圧、そしてフランスを恐怖に陥れることが目的だった。サン＝カス＝ル＝ギルドでおきた襲撃は一連の攻撃で最後のものであり、イギリスにとって散々な結果となった。

## 背景
サン＝カスへの遠征には多数の陸軍と海軍が投入された。海軍は艦隊2隊に分かれ、1隊はアンソン大将の戦列艦22隻、フリゲート9隻、15,500人でもう1隊はハウ代将の64門戦列艦1隻、50門戦列艦4隻、フリゲート10隻、スループ5隻、火船2隻、ケッチ2隻、海員6,000、海兵隊6,000、輸送船100隻、はしけ20隻、倉庫船10隻、カッター10隻、商船の水兵5,000だった。陸軍は4個歩兵旅団、大砲60門、砲手400人、軽竜騎兵数百人で合計1万人以上だった。

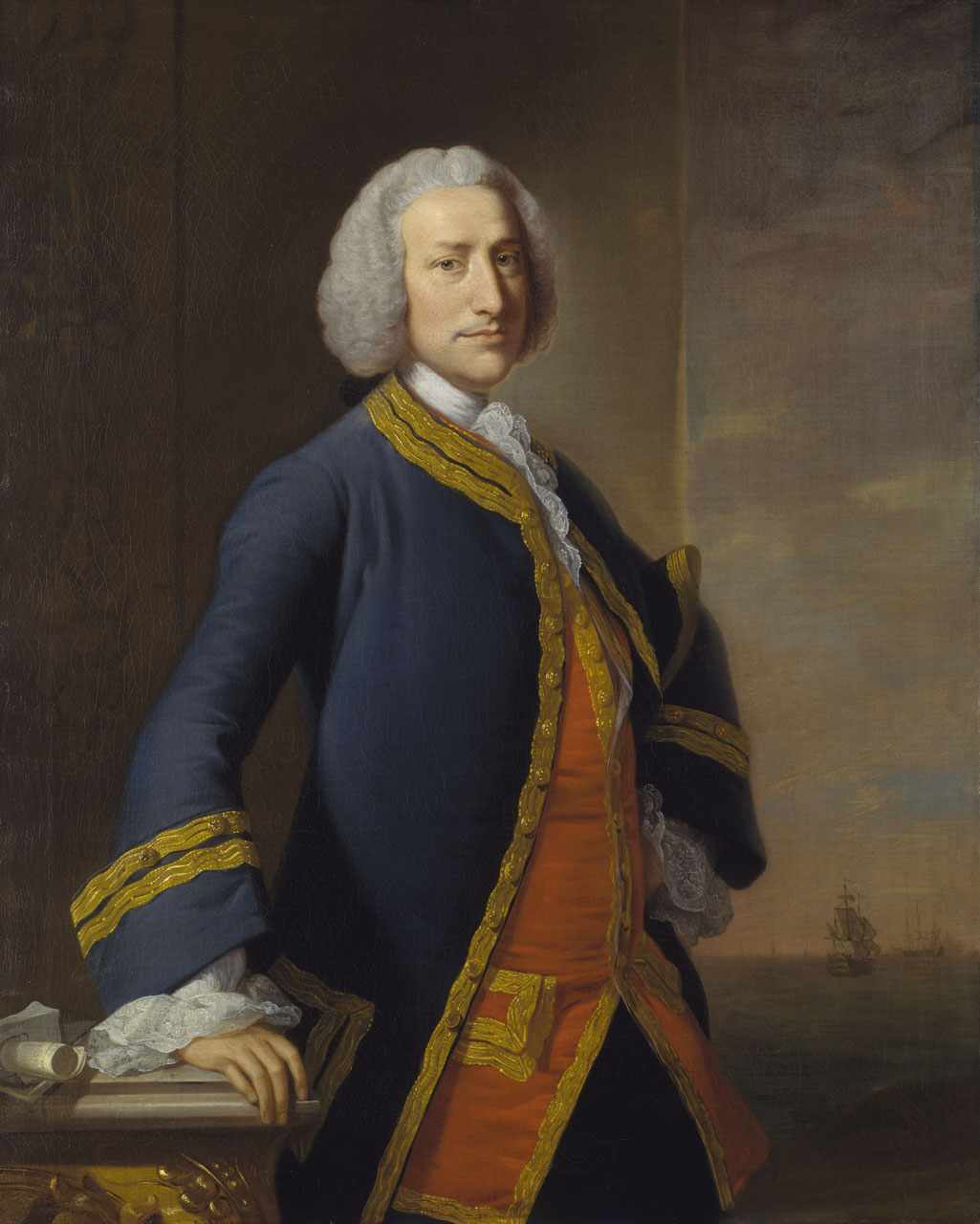
初代アンソン男爵

イギリス艦隊の指揮官は初代アンソン男爵で副官はリチャード・ハウであり、陸軍の指揮官はトマス・ブライであった。これに対し、フランスは海岸に数多くの駐留軍や民兵がいたが、海岸線の長さもあり広く分布していて、イギリス軍の上陸地がわかってから集結する必要があった。
遠征の初期はシェルブール港の占領など目覚ましい成功を収めた。イギリス軍は港、ドック、停泊していた艦船を破壊、軍需品を略奪、破壊した。

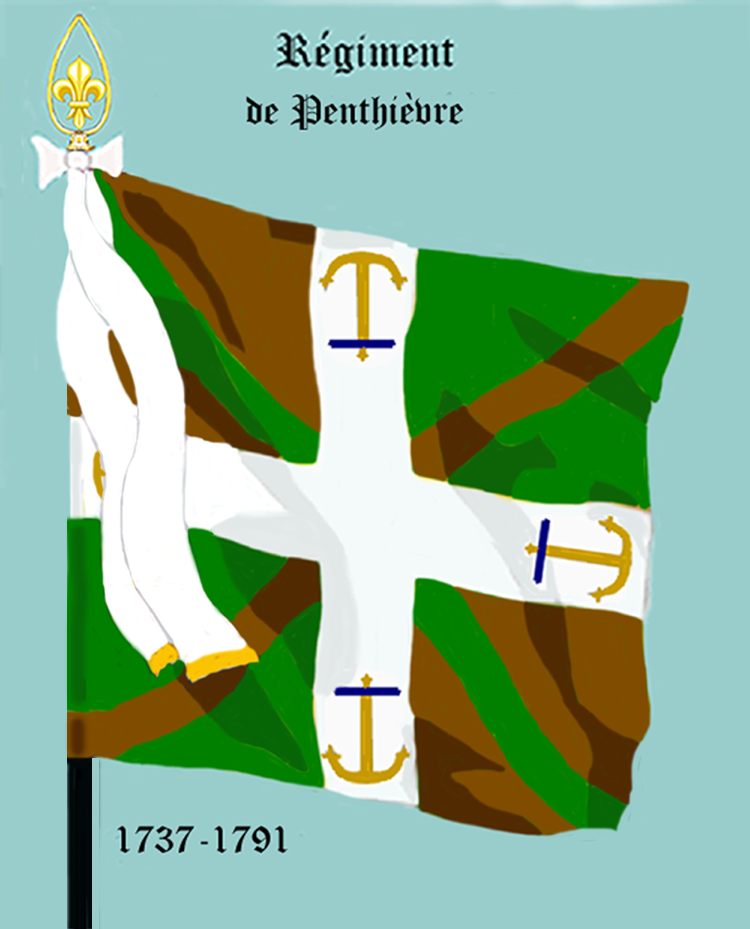
フランスのパンティエーヴル連隊の軍旗

フランス軍があらゆる場所からシェルブールに向かってくると、イギリスの遠征軍は9月5日に乗船してサン＝マロへ向かった。しかしサン＝マロの守備は堅く、天候も悪くなってきたため、イギリス軍はさらに西のサン＝カス湾に移動して小さな町であったル＝ギルドとマティニョンの近くで再上陸することを決めた。7日、艦隊は航行を再開、一方歩兵は小競り合いをおこしながら陸上を行進した。10日、コールドストリームガーズがサン＝カスに先遣隊として派遣された。そこで補給を調達して帰ってくる予定だった。一方のブライ軍はサン＝カスから3マイル離れたマティニョンで野営した。

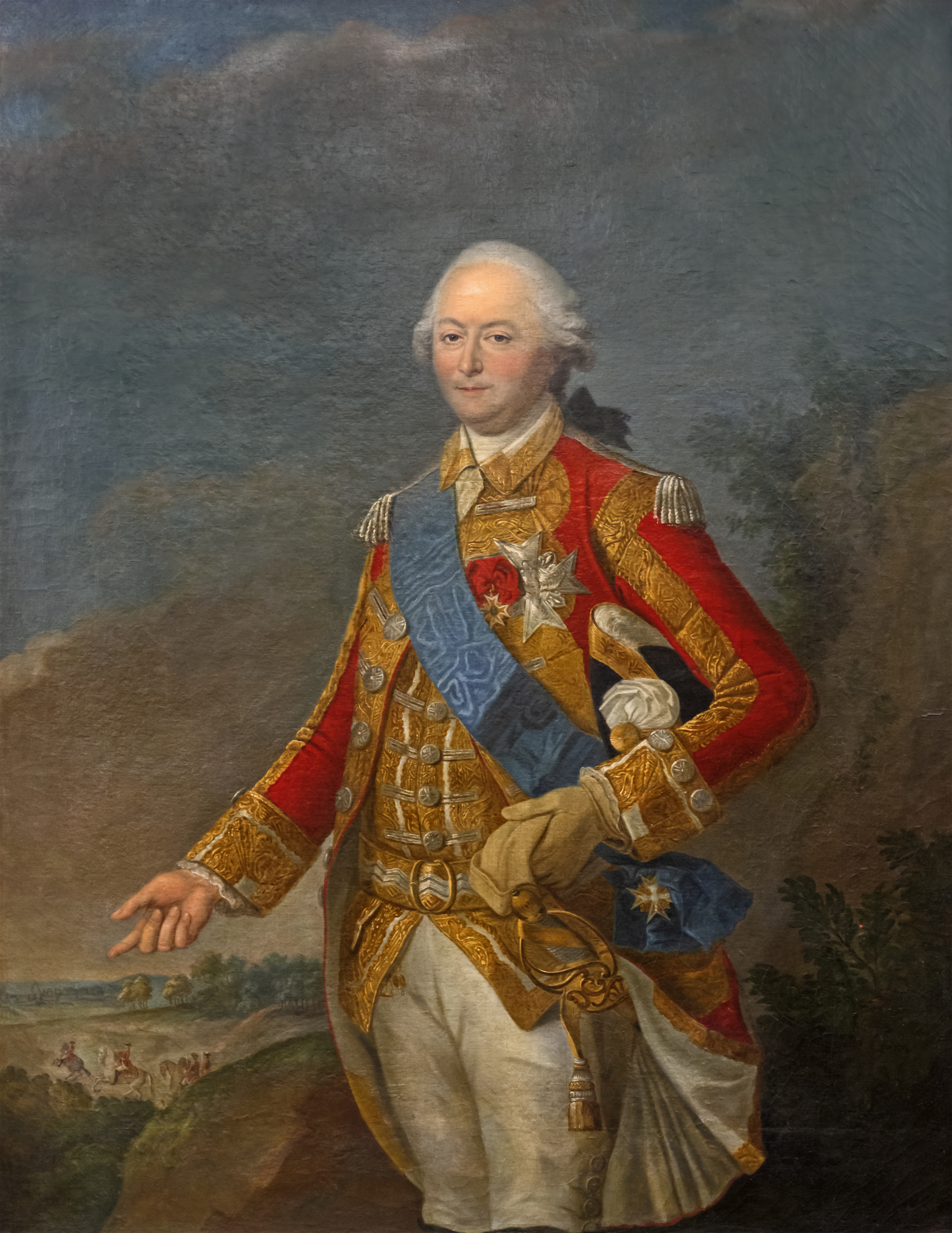
デギュイヨン公爵リシュリュー

この頃、ブルターニュの指揮官デギュイヨン公爵リシュリューは12個歩兵大隊、6個騎兵大隊、沿岸地域の民兵中隊、数個砲兵中隊を集め、総勢8千から9千の軍勢になっていた。この軍勢は指揮官のオービニェ侯爵に率いられ、ブレストからランバルやディナンを通ってサン＝カスに向かった。

## 戦闘
ブライは11日の朝3時にキャンプをたたみ、9時にサン＝カスの砂浜に辿り着いたが、乗船は緩慢にしか進まなかった。軍隊運輸船は海岸から遠く、また1往復で70人を載せられるはしけはまず補給、大砲、家畜、軍馬などを載せた。フランス軍が現れて砲撃しはじめたとき、乗船した兵士はほとんどいなかった。

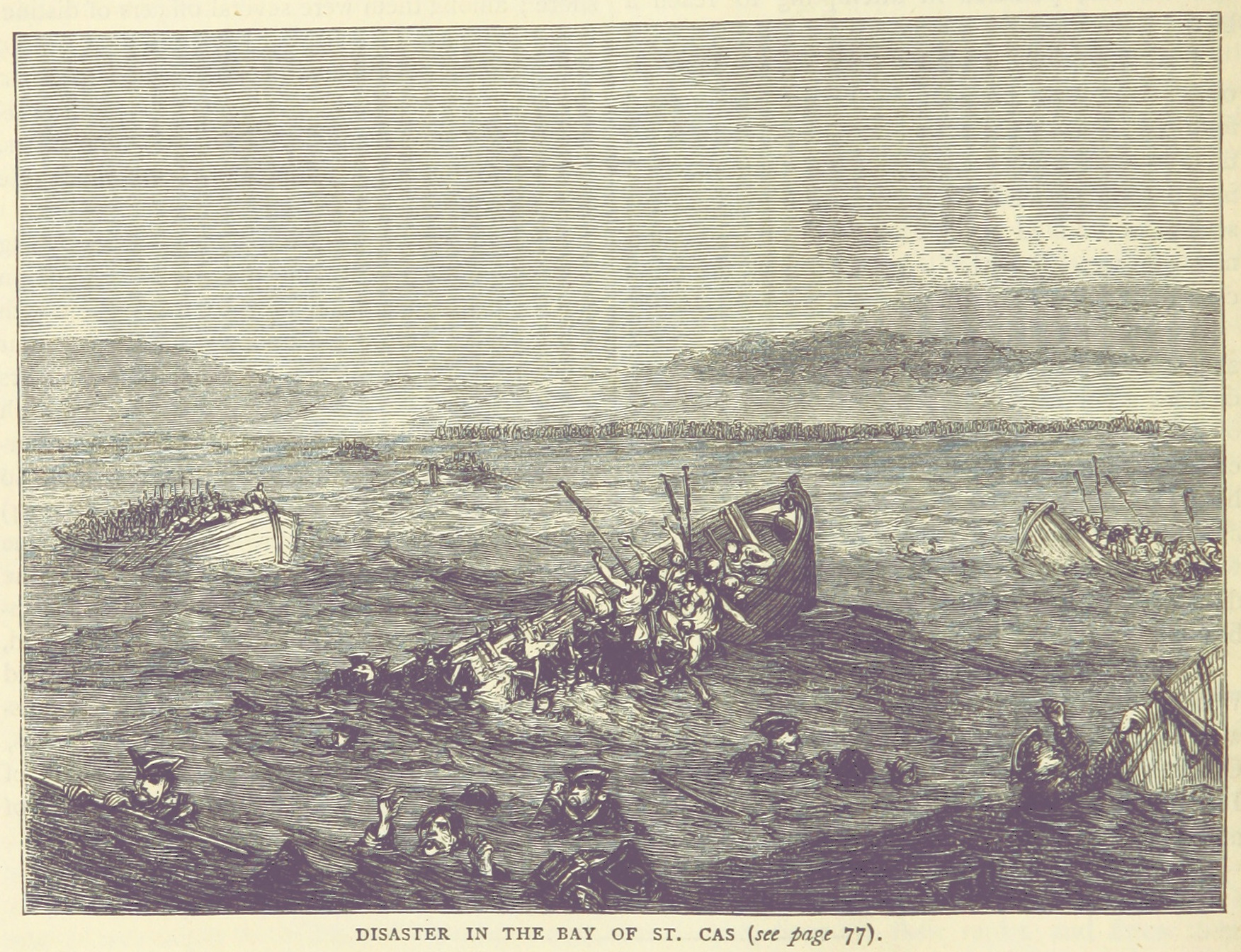
イギリス軍の撤退中に沈没した上陸船

ブライは後衛軍1,500人を即座に編成して指揮をデューリー少将に任せ、砂浜にある砂丘で撤退を援護する任務に就かせた。急いで砂浜から離れようとしたイギリス軍はパニックした。フランス軍は遮蔽のある道を通って砂浜に行き、3個旅団で戦列を形成し、1個旅団を予備に残した。イギリス艦隊のフリゲート5隻とケッチはイギリス軍の乗船を援護して砲撃し、一時フランス軍を撃退したが、フランスの砲台は高地にあり、お互いに砲撃した中で満員のはしけが3隻も沈没した。また砂浜にあるはしけも一部が損傷した。まだ砂浜に残っていたイギリス兵士が3千人いた中、フランス軍は接近した。フランス軍はイギリス艦隊の砲撃を受けながら、擲弾兵部隊300人を先鋒として前進した。ド・クッシ侯爵（仏: de Cussi）とド・モンテギュ伯爵（仏: de Montaigu）に率いられたフランス軍が銃剣突撃をすると、デューリー率いるイギリス後衛は反撃したが失敗し四散、デューリーは戦死した。海に飛び込んだ者もいたイギリス後衛は死者800、捕虜700以上を出した。フランス陸軍は撤退するイギリス軍を水深が腰のところまで届く場所まで追い詰め、そこでイギリス艦隊は砲撃をやめて傷者の手当をした。イギリス艦隊も死傷者300を出していたのだった。

## その後
イギリスはその後もフランス陸軍が容易く行けない植民地や島嶼への遠征を続けたが、この戦闘は七年戦争中、フランス海岸への襲撃としては最後のものとなった。サン＝カス襲撃の完敗はピットに大陸ヨーロッパでフェルディナントやフリードリヒ2世と共闘するよう説得するには十分すぎる材料であるためだった。さらなる遠征のコストと失敗の可能性が襲撃による一時的な利益を上回った。
また、フランス側の評価に「ブレトン人は栄光に満ちたが、小さな公爵（デギュイヨン公爵）は小麦粉に満ちた」というものがある。デギュイヨン公爵が粉屋と関係をもったという噂があるためであった。